# Leptonetela dabian
Espèce
Leptonetela dabian est une espèce d'araignées aranéomorphes de la famille des Leptonetidae.

## Distribution
Cette espèce est endémique du Guizhou en Chine,. Elle se rencontre dans la grotte Wuming dans le xian de Sandu.

## Description
Le mâle holotype mesure 2,38 mm et la femelle paratype 2,40 mm.

## Étymologie
Son nom d'espèce lui a été donné en référence au lieu de sa découverte, Dabian.

## Publication originale
- Wang, Xu & Li, 2017 : Integrative taxonomy of Leptonetela spiders (Araneae, Leptonetidae), with descriptions of 46 new species. Zoological Research, vol. 38, no 6, p. 321-448.